# فرديناند وايس
فرديناند وايس (بالرومانية: Ferdinand Weiss)‏ هو عازف بيانو روماني، ولد في 13 فبراير 1932، وتوفي في 13 يناير 2002.